# Madeleine Ozeray
Madeleine Ozeray (* 13. September 1908 als Magdeleine Marie Catherine Elisabeth Ozeray in Bouillon, Belgien; † 28. März 1989 in Paris, Frankreich) war eine belgisch-französische Schauspielerin.

## Leben und Wirken
Die Tochter des liberalen, frankophon-belgischen Politikers Camille Ozeray (1855–1938) erhielt ihre künstlerische Ausbildung am Konservatorium in Brüssel. Kurz nachdem sie einen ersten Preis in Schauspielkunst gewonnen hatte, trat sie am Brüsseler Théâtre royal du Parc ihr erstes Festengagement an. Raymond Rouleau wurde ihr Förderer und holte sie nach Paris.
In Paris machte Madeleine Ozeray mit zentralen Frauenrollen wie der Julie in Molnars Liliom, der schönen Helena in Der trojanische Krieg findet nicht statt, der Agnès in Molières Die Schule der Frauen und der Ondine aus dem gleichnamigen Giraudoux-Stück Theaterkarriere. Vor allem die Zusammenarbeit mit Louis Jouvet, der sie an das von ihm geleitete Théâtre de l'Athénée holte, brachte ihr frühe Erfolge.
1932 stand Ozeray erstmals vor der Kamera. Anfänglich ließ man sie vor allem in französischen Filmfassungen deutscher oder österreichischer Originale spielen. So spielte sie im Jahr 1933 unter der Regie von Hans Steinhoff in Un peu d'Amour, der französischen Version von Scampolo, ein Kind der Straße. Sie wirkte aber auch mit tragenden Rollen in Film aus Hitler-Deutschland geflohener Regisseure mit, darunter Fritz Lang, in dessen Liliom sie erneut die Julia gab, und Victor Trivas („Dans les rues“). Mit Pierre Chenals Schuld und Sühne-Version von 1935, in der Madeleine Ozeray die Sonja spielte, und Julien Duviviers Schauspieler-Drama Lebensabend folgten bis Kriegsausbruch 1939 zwei weitere bedeutende Stoffe, in denen sie Hauptrollen erhielt.
Der Ausbruch des Zweiten Weltkriegs unterbrach Madeleine Ozerays Karriere in der französischen Wahlheimat. Nach der Besetzung durch die Wehrmacht verließ sie Frankreich und ging mit Jouvet auf Bühnentournee kreuz und quer durch den amerikanischen Kontinent. 1943/44 nahm sie auch Filmangebote französischsprachiger Regisseure in Kanada und Chile an. Kurz nach Kriegsende kehrte Madeleine Ozeray nach Paris zurück. Dort war der Vorkriegsfilmstar in der Zwischenzeit weitgehend in Vergessenheit geraten, und Madeleine Ozeray erhielt erst viel später wieder Angebote vom Film. Stattdessen konzentrierte sie sich wieder auf die Theaterarbeit. Man sah sie als Die Irre von Chaillot und über 500 mal in der Boulevardkomödie Cher Antoine. In den 1970er Jahren hatte sie einige Nebenrollen in Filmen.
Ozeray starb im Alter von 80 Jahren an Krebs und wurde in ihrer Heimatstadt Bouillon begraben.

## Sonstiges
Ozeray war 1,62 Meter groß und zierlich. Sie hatte wasserblaue Augen.
Anlässlich ihres 100. Geburtstages veröffentlichte der belgische Journalist Dominique Zachary eine Biografie (Madeleine Ozeray, Ondine de la Semois). 2008 fand in Bouillon eine ihr gewidmete Ausstellung statt.

## Filmografie (komplett)
Kinofilme, wenn nicht anders angegeben
- 1932: Die Dame vom Maxim (La dame de chez Maxim’s)
- 1932: Une jeune fille et un million
- 1933: Un peu d'Amour
- 1933: La guerre des valses
- 1933: Knock
- 1933: Casanova
- 1933: Dans les rues
- 1934: La maison dans la dune
- 1934: Liliom
- 1934: Bar de nuit (Kurzfilm)
- 1934: Le secret des Woronzeff
- 1935: Les mystères de Paris
- 1935: Schuld und Sühne (Crime et châtiment)
- 1935: Sous la griffe
- 1936: Der Schuldige bin ich (Le coupable)
- 1937: La dame de pique
- 1938: Ramuntcho
- 1939: Lebensabend (La Fin du jour)
- 1943: Mon oncle du Canada
- 1943: Le père Chopin
- 1944: Le moulin des Andes
- 1970: Tout spliques étaient les Borogoves (Fernsehfilm)
- 1971: Tang (Fernsehserie)
- 1972: Les anges
- 1973: Jet Set (La race des seigneurs)
- 1974: La pousse des feuilles (Kurzfilm)
- 1975: Das alte Gewehr (Le vieux fusil)
- 1978: M, cinquante huit (Kurzfilm)
- 1979: Médecins de nuit (eine Folge der Fernsehserie)
- 1979: Liebe Unbekannte (Chère inconnue)